# Est-ce que tu m'aimes?
Est-ce que tu m'aimes? è un singolo del rapper e cantante congolese Gims, pubblicato il 28 aprile 2015 come primo estratto dal terzo album in studio Mon cœur avait raison.

## Successo commerciale
Il singolo viene pubblicato in Francia il 28 aprile 2015 dove resta in classifica per 39 settimane; in Italia è disponibile per il digital download dal 6 maggio 2015, ma entra in rotazione radiofonica solo dal 20 novembre e a fine gennaio 2016 raggiunge il 2º posto tra i brani più trasmessi in radio.

## Video musicale
Il video musicale è stato girato a Parigi e a New York e mostra i problemi sentimentali di due coppie. Le scene dove compare Gims sono state girate al Museo Guimet di Parigi.

## Classifiche

### Classifiche settimanali
| Classifica (2015-16) | Posizione massima |
| -------------------- | ----------------- |
| Belgio (Fiandre)     | 19                |
| Belgio (Vallonia)    | 2                 |
| Danimarca            | 4                 |
| Francia              | 3                 |
| Italia               | 1                 |
| Repubblica Ceca      | 44                |
| Svizzera             | 43                |

### Classifiche di fine anno
| Classifica (2015) | Posizione |
| ----------------- | --------- |
| Belgio (Fiandre)  | 76        |
| Belgio (Vallonia) | 16        |
| Francia           | 16        |